# Барбир, Людмила Григорьевна
Людми́ла Григо́рьевна Барби́р (укр. Людмила Григорівна Барбір; род. 30 ноября 1982, Черногузы, Вижницкий район, Черновицкая область) — украинская актриса и телеведущая.

## Биография
Родилась 30 ноября 1982 года в селе Черногузы Вижницкого района Черновицкой области.
В 2004 году окончила Киевский национальный университет театра, кино и телевидения имени И. К. Карпенко-Карого по специальности «актриса театра и кино». Работала в театрах «Рампа», «Браво», «Театр перевтілення» и других.
В 2007 году начала сниматься в рекламе. Всего на её счету более 20 работ в этом жанре.
В 2011—2012 годах на телеканале ТЕТ вела шоу «Теория измены» с Андреем Мерзликиным.
С 19 августа 2013 года в паре с Русланом Сеничкиным ведёт утреннее шоу «Завтрак с 1+1» на телеканале 1+1.
В 2019 году участвовала в теле-проекте «Танцы со звёздами».
Людмила Барбир принимала участие в дубляже художественных фильмов и сериалов, в том числе «Аватар», «Росомаха: Бессмертный» и «Наши пани в Варшаве».

### Личная жизнь
Замужем. Муж — тренер по айкидо. В 2012 году родила сына Тараса.

## Фильмография
| Год       |     | Название                  | Роль                     |
| --------- | --- | ------------------------- | ------------------------ |
| 2007      | с   | Бывшая                    | эпизод                   |
| 2008      | с   | За всё тебя благодарю 3   | эпизод                   |
| 2008      | с   | Родные люди               | эпизод                   |
| 2008      | с   | Сила притяжения           | эпизод                   |
| 2010      | с   | Вера. Надежда. Любовь     | медсестра                |
| 2011      | с   | Ящик Пандоры              | Имя персонажа не указано |
| 2012      | с   | Женский доктор            | София Некрасова          |
| 2012      | ф   | Истории графомана         | Полина                   |
| 2013      | ф   | Билет на двоих            | Ирина Каримовна          |
| 2013      | тф  | 1+1 дома                  | Светлана Свалкина        |
| 2013—2014 | с   | Большие чувства           | Имя персонажа не указано |
| 2014      | кор | Во всём виноват сценарист | Имя персонажа не указано |